# Giglio dal piè nodrito
Giglio dal piè nodrito è un termine utilizzato in araldica per indicare un giglio che muove da una pezza o figura senza che vi appaia il piede, quasi fosse reciso.

D'armellino, a tre gigli dal piè nodrito di rosso (Vétheuil, Francia)
D'argento, a tre gigli dal piè nodrito di rosso (Rotselaar, Belgio)
Di rosso, a tre gigli dal piè nodrito d'argento (Jean di Wesemael, Maresciallo di Brabante)
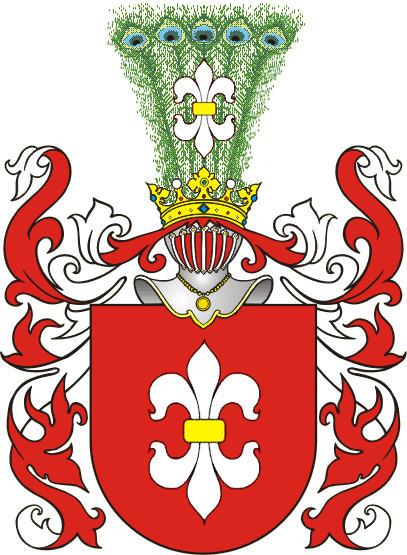
Due gigli dal piè nodrito contrapposti in palo (Gozdawa, stemma della nobiltà polacca)
D'argento, alla fascia d'azzurro, accompagnata in capo da un giglio dal piè nodrito dello stesso, movente dalla fascia (Pfeffingen, Svizzera)